# Mycterodus intricatus
Mycterodus intricatus är en insektsart som beskrevs av Stsl 1861. Mycterodus intricatus ingår i släktet Mycterodus och familjen sköldstritar. Inga underarter finns listade i Catalogue of Life.